# Parc national de Jamanxim
Le parc national de Jamanxim (portugais : Parque Nacional da Jamanxim) est une réserve naturelle brésilienne visant à protéger les écosystèmes amazoniens. Elle se situe dans la région Nord, dans l'État du Pará.
Le parc fut créé en 1974 et couvre une superficie de 859 797 hectares.
Il s'étend sur le territoire de la municipalité d'Itaituba.